# プジョー・プロキシマ
プジョー・プロキシマ (Peugeot Proxima) は1986年に発表されたコンセプトカーである。

## 概要

### 歴史
プロキシマは1986年のパリモーターショーで発表された。車名は太陽系から最も近い恒星であるプロキシマ・ケンタウリから取られている。
デザインはプジョースタイルセンターによって行われ、デザイナーであるルイジ・コラーニの作品に影響を受けたものとなっている。ボディは樹脂とカーボンで作られている。ウィンドウはポリカーボネート製で、キャノピーの前半分が前方に開き、後ろ半分が後方にスライドする構造になっている。
エンジンは2.85L V型6気筒DOHC 24バルブツインターボエンジンを搭載しており、最高出力601PS、最高速度は348km/h(216 mph)を発揮する。また、プロキシマはトラクションコントロールシステムを搭載しており、後輪が滑ると前輪に電力を伝達。トランスミッションとクラッチも制御され、スリップを抑える。
プロキシマには最大4人の乗車が可能。2台のオンボードコンピュータと5つの高精細カラースクリーンは、リアビューカメラと衝突防止レーダーでドライバーを支援し、ドライバーに車の周囲の状況を伝える。また、プロキシマは衛星ナビゲーションシステム(GPS)のプロトタイプの搭載している。
コックピットがガラス張りのため車内の温度が上昇しやすくなっているが、車両後部に搭載されたソーラーパネルによって発電し、その電力で温度制御システムを作動させることで車内の温度を一定に保つことができる。